# Боршань
Боршань, Боршані (рум. Borșani) — село у повіті Бакеу в Румунії. Входить до складу комуни Коцофенешть.
Село розташоване на відстані 202 км на північ від Бухареста, 46 км на південь від Бакеу, 121 км на південний захід від Ясс, 114 км на північний захід від Галаца, 119 км на північний схід від Брашова.

## Населення
За даними перепису населення 2002 року у селі проживала 751 особа, усі — румуни. Усі жителі села рідною мовою назвали румунську.